# Rivalta di Torino
Rivalta di Torino est une commune italienne de la ville métropolitaine de Turin, dans la région Piémont.

## Étymologie
Rive haute (Riva alta).

## Administration
| Période                                  | Période | Identité        | Étiquette | Qualité |
| ---------------------------------------- | ------- | --------------- | --------- | ------- |
|                                          |         | Amalia Neirotti |           |         |
| Les données manquantes sont à compléter. |         |                 |           |         |

### Hameaux
Pasta, Tetti Francesi, Gerbole.

### Communes limitrophes
Rivoli, Villarbasse, Orbassano, Sangano, Bruino, Piossasco, Volvera.

## Fêtes, foires
Tous les ans, dernier week-end de mars.
- Foire du Printemps (Mostra mercato commerciale e artigianale) - 29- 30 mars 2008.

## Jumelage
Cette ville est jumelée avec la ville de Vif, en France.